# Лоялизм
Лояли́зм (от фр. loyal — верный, верноподданный, происходившего в свою очередь от лат. legalis — законный) — приверженность законному правительству и государственному строю своей страны, особенно в ситуации, когда этому правительству или строю брошен вызов какой-то другой внутригосударственной силой. В частности, в США лоялистами называли приверженцев Британской монархии в эпоху Войны за независимость 1775—1783 гг., в Испании лоялисты (исп. bando leal) — одно из названий лагеря республиканцев в Гражданской войне 1936—1939 гг., в современной Северной Ирландии лоялисты — сторонники её сохранения в составе Великобритании.
В конкретных обстоятельствах лоялизм может быть формой проявления конформизма: как отмечает Е. М. Шульман применительно к современной России,
Лоялизм предполагает не твёрдое следование определённой системе убеждений, а умение гибко меняться в гармонии с изменениями начальственных позиций и пожеланий.